# ヨクツ語族
ヨクツ語族（Yokutsan languages）は、アメリカ合衆国カリフォルニア州のヨクツ族によって話される諸言語からなる語族。単一のヨクツ語として扱われることもある。かつてはサンホアキン・バレーとその周辺の広い地域に分布していたが、現在は大部分が死語となるか危機に瀕する言語になっている。

## 概要
「ヨクツ」という名前はヨクツ語で人々を意味する語から取られた。
西洋人との接触以前には50ほどの部族があり、人口はおそらく1万5千人から2万人の間だったと推測されている。

## 分類
ヨクツ語族の言語についてはアルフレッド・L・クローバーがはじめて大規模な研究を行った。1907年にクローバーはヨクツ族の各小部族(tribelet)の言語を語彙の近さからサンホアキン・バレーのバレー・ヨクツとその東のシエラネバダ山脈山麓に住む山麓ヨクツに大別し、バレー・ヨクツを南北2種類、山麓ヨクツを4種類に分けた。その後、1925年の著書で北部山麓ヨクツ語を追加した。1959年の論文では遠北バレー語を追加し、また北部山麓ヨクツ語はバレー・ヨクツ語に属するようだとしている。
クローバーによるとバレー・ヨクツ語は広大な地域に広がるが言語差は小さく、山麓ヨクツ語は分布は狭いものの言語差が大きく、南部にいくほどその違いは大きくなる。
クローバーの分類によってバレー・ヨクツ語と山麓ヨクツ語をそれぞれ南から北に並べると以下のようになる。
- 山麓ヨクツ語 (Foothills)
  - ブエナビスタ・ヨクツ語 (Buena Vista Lake)
  - ポソ・ヨクツ語 (Poso Creek)
  - トゥーリー＝カウィヤ・ヨクツ語 (Tule-Kaweyah)
  - キングズ川ヨクツ語 (Kings River)
- バレー・ヨクツ語 (Valley)
  - 北部山麓ヨクツ語 (Northern Foothill)
  - 南バレー・ヨクツ語 (Southern Valley)
  - 北バレー・ヨクツ語 (Northern Valley)
  - 遠北バレー・ヨクツ語 (Far Northern Valley)

クローバー以外の学者は別な分類を行っている。Golla(2011)では以下のように分ける。
- ポソ・ヨクツ語
- ヨクツ語一般
  - ブエナビスタ・ヨクツ語
  - ニム＝ヨクツ語
    - トゥーリー＝カウィヤ・ヨクツ語
    - 北ヨクツ語
      - キングズ川ヨクツ語
      - Gashowu（クローバーはキングズ川ヨクツ語に含める）
      - バレー・ヨクツ語（北部山麓ヨクツ語を含む）
      - デルタ・ヨクツ語（クローバーの遠北バレー・ヨクツ語）

話者人口は、ヒントンの1994年の著書によると以下のようになっている。
- トゥーリー＝カウィヤ・ヨクツ語のWukchumneが10人
- キングズ川ヨクツ語のChoynumniが8-10人
- Gashowuが1人
- バレー・ヨクツ語のChukchansiが約12人、Dumnaが1人、Yowlumniが25-27人、Tachiが3人

ユネスコは、トゥーリー＝カウィヤ・ヨクツ語とキングズ川ヨクツ語を「極めて深刻」、バレー・ヨクツ語を「重大な危険」に瀕する言語に分類している。

## 系統
クローバーはヨクツ語族をペヌーティ語族に含めたが、ペヌーティ語族の有効性については現在も議論が分かれる。
ペヌーティ語族全体ではなく、そのひとつのウティ語族とともにヨク＝ウティ語族をなすという研究もある。